# Badmintonmeisterschaft von Hongkong 1995
Die Badmintonmeisterschaft von Hongkong des Jahres 1995 trug den vollständigen Namen Bank of China (Hong Kong) Hong Kong Annual Badminton Championships 1995 (chinesisch 1995 中銀香港全港羽毛球錦標賽).

## Sieger und Finalisten
| Disziplin    | Gold                   | Silber                    |
| ------------ | ---------------------- | ------------------------- |
| Herreneinzel | Tam Kai Chuen          | Chan Kin Ngai             |
| Dameneinzel  | Ng Ching               | Louisa Koon Wai Chee      |
| Herrendoppel | He Tim Ma Che Kong     | Kung Biao Zeng Qingguo    |
| Damendoppel  | Tung Chau Man Ngan Fai | Chan Oi Ni Chan Hiu Fung  |
| Mixed        | He Tim Chan Oi Ni      | Ma Che Kong Tung Chau Man |